# Espaly-Saint-Marcel
Espaly-Saint-Marcel é uma comuna francesa na região administrativa de Auvérnia-Ródano-Alpes, no departamento de Alto Loire. Estende-se por uma área de 6,29 km². Em 2010 a comuna tinha 3 682 habitantes (densidade: 585,4 hab./km²).